# Baumann Károly Bernát
Baumann Károly Bernát (?, 19. század – ?, 20. század) magyar építész.

## Élete
Életéről kevés adat ismert. A századforduló idején működött, és több eklektikus stílusú budapesti bérház tervezése, illetve kivitelezése fűződik a nevéhez. Alkotásait jellemzően Kölber Károly Lajossal közösen tervezte és készítette el.

## Ismert épületei
- 1880–1882: bérház, Budapest, József körút 40.[1]
- 1887: Steinberger-bérház, Budapest, Krúdy Gyula u. 14.[2]
- 1888: bérház, Budapest, József körút 72.[1]
- 1890-es évek: bérház, Budapest, Váci út 171.[3]
- 1890-es évek: bérház, Budapest, Szondi utca 74.[4]
- 1891–1892: bérház, Budapest, József körút 38.[1]
- 1892: bérház, Budapest, Ferenc körút 29.[5]
- 1893: Pálfy-bérház, Budapest, Váci út 10.[6]
- 1894: Loser-bérház, Budapest, Ferenc körút 18.[7]
- 1894–1895: Pálffy-bérház, Budapest, Ferenc körút 35.[8]

### Csak kivitelező volt
- 1894: Palik Ucsevny-bérház, Budapest, Papnövelde u. 10. (tervezte: Fellner Sándor)[9]

## Képtár

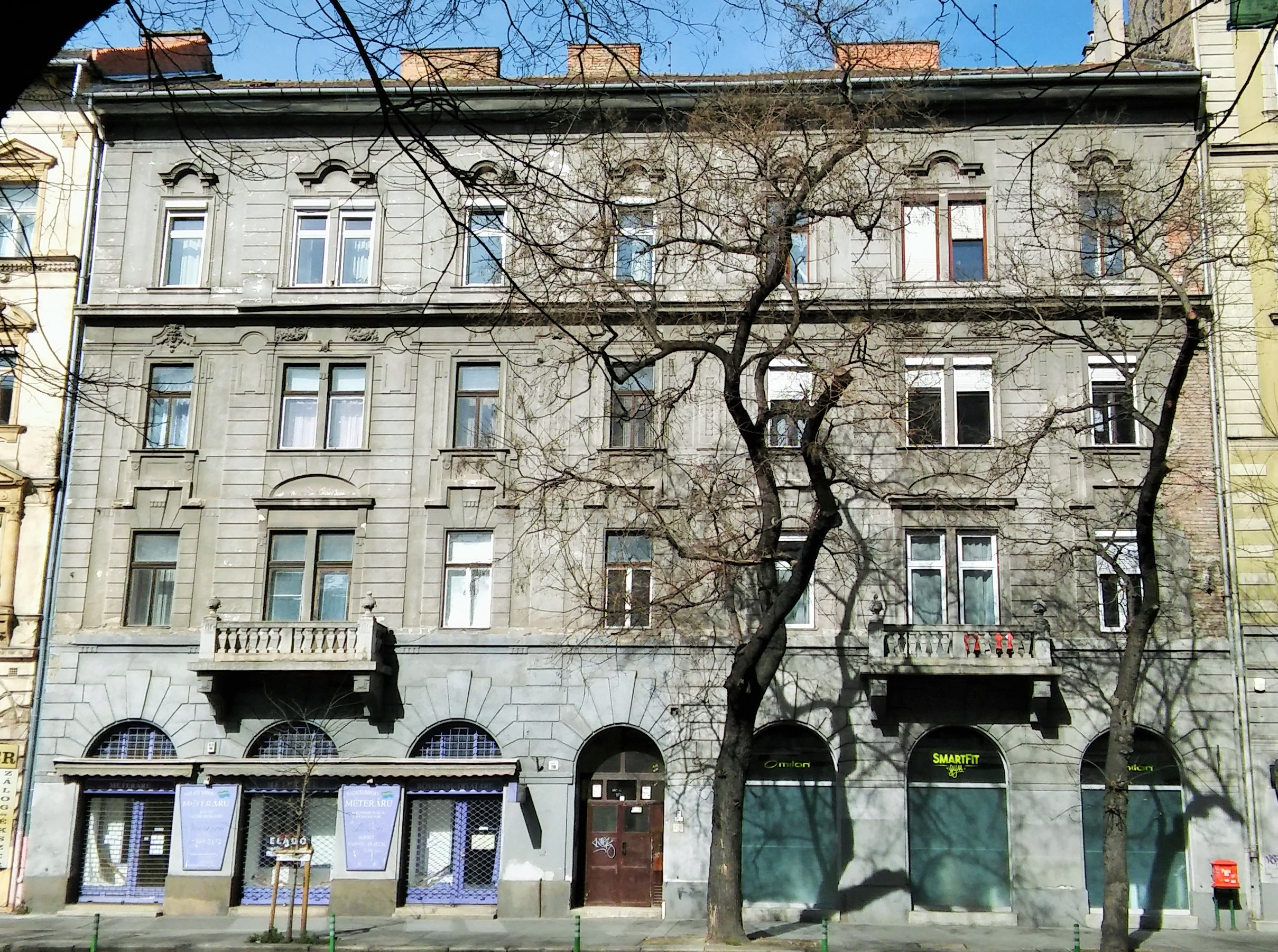
Váci út 10.
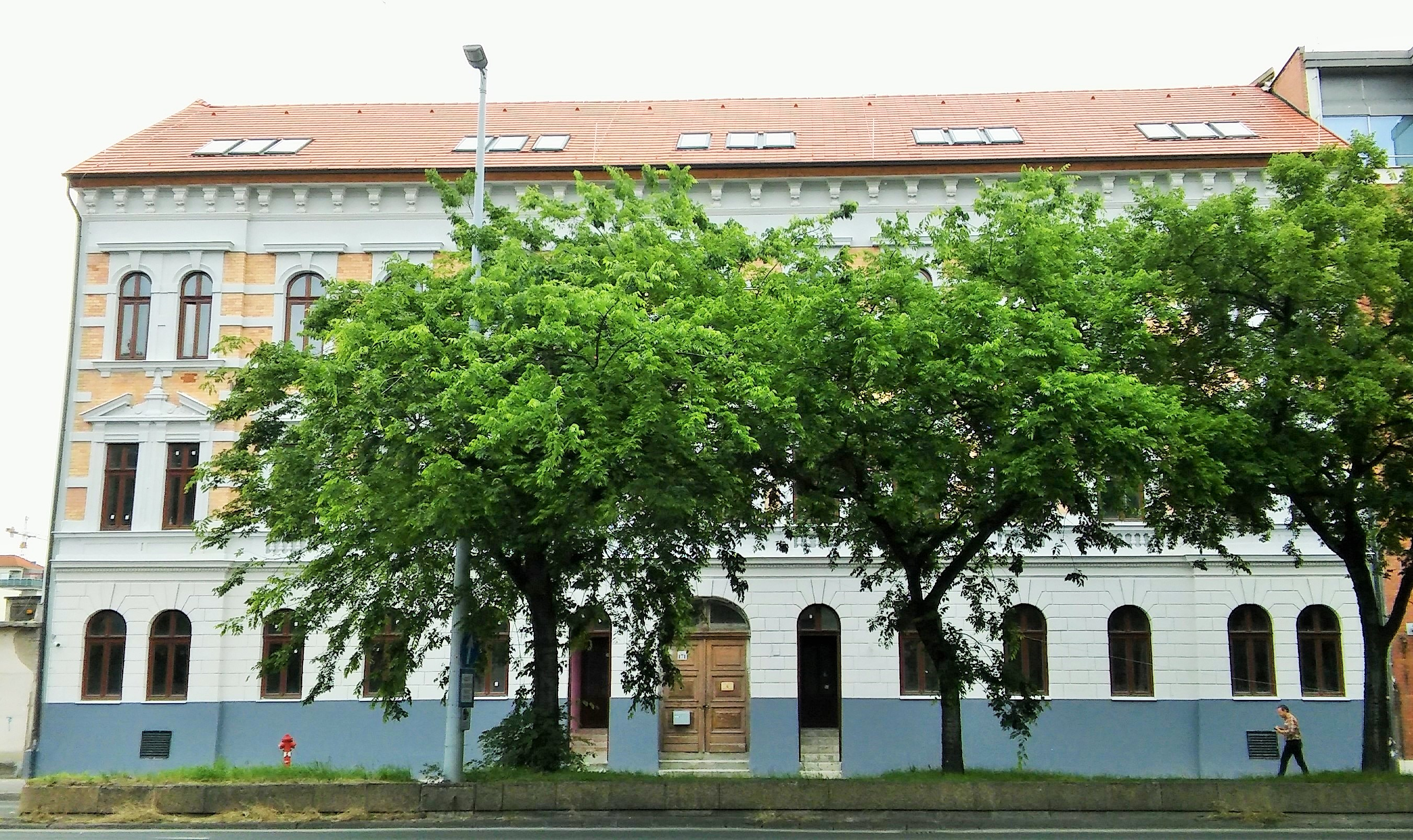
Váci út 171.
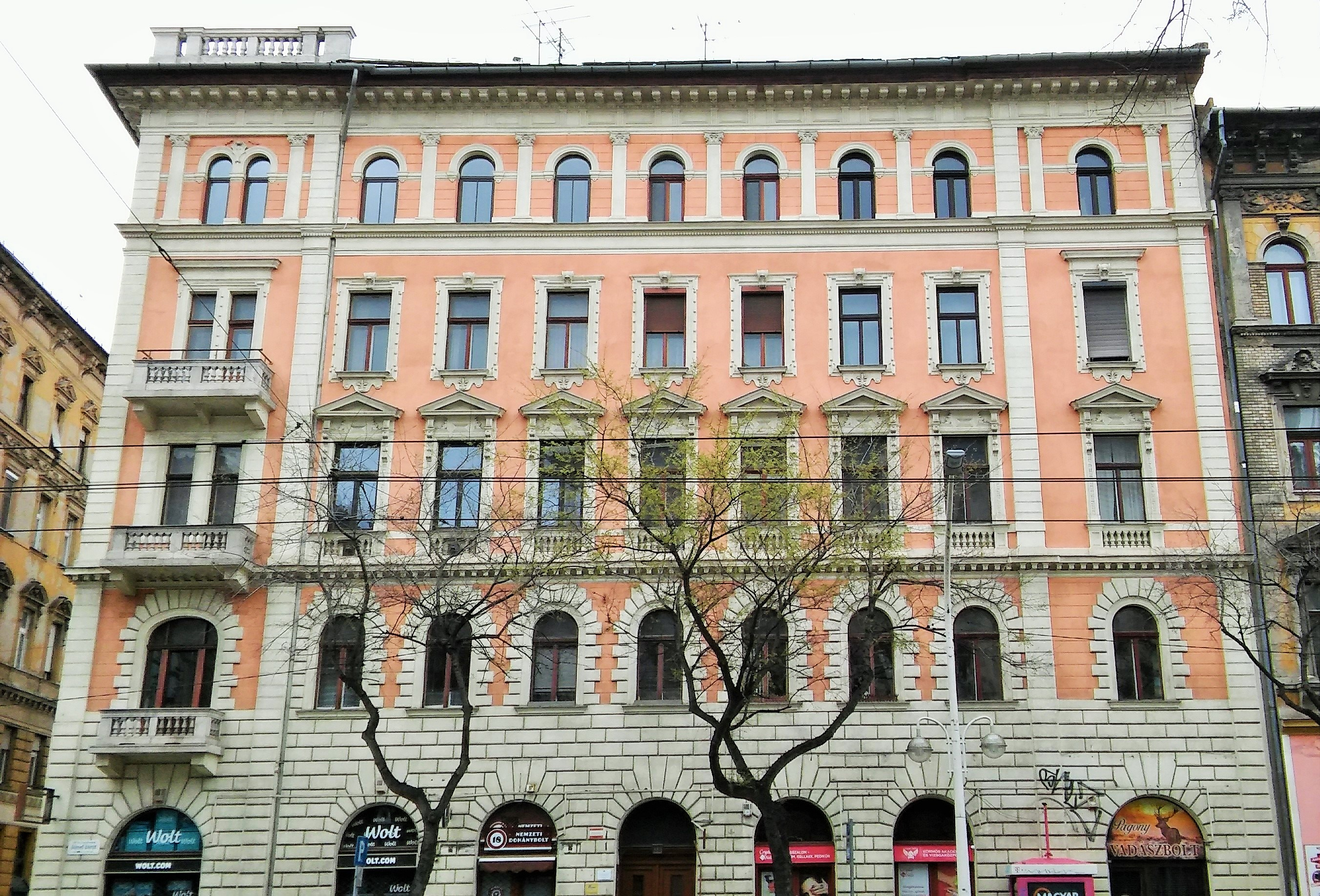
József körút 38.
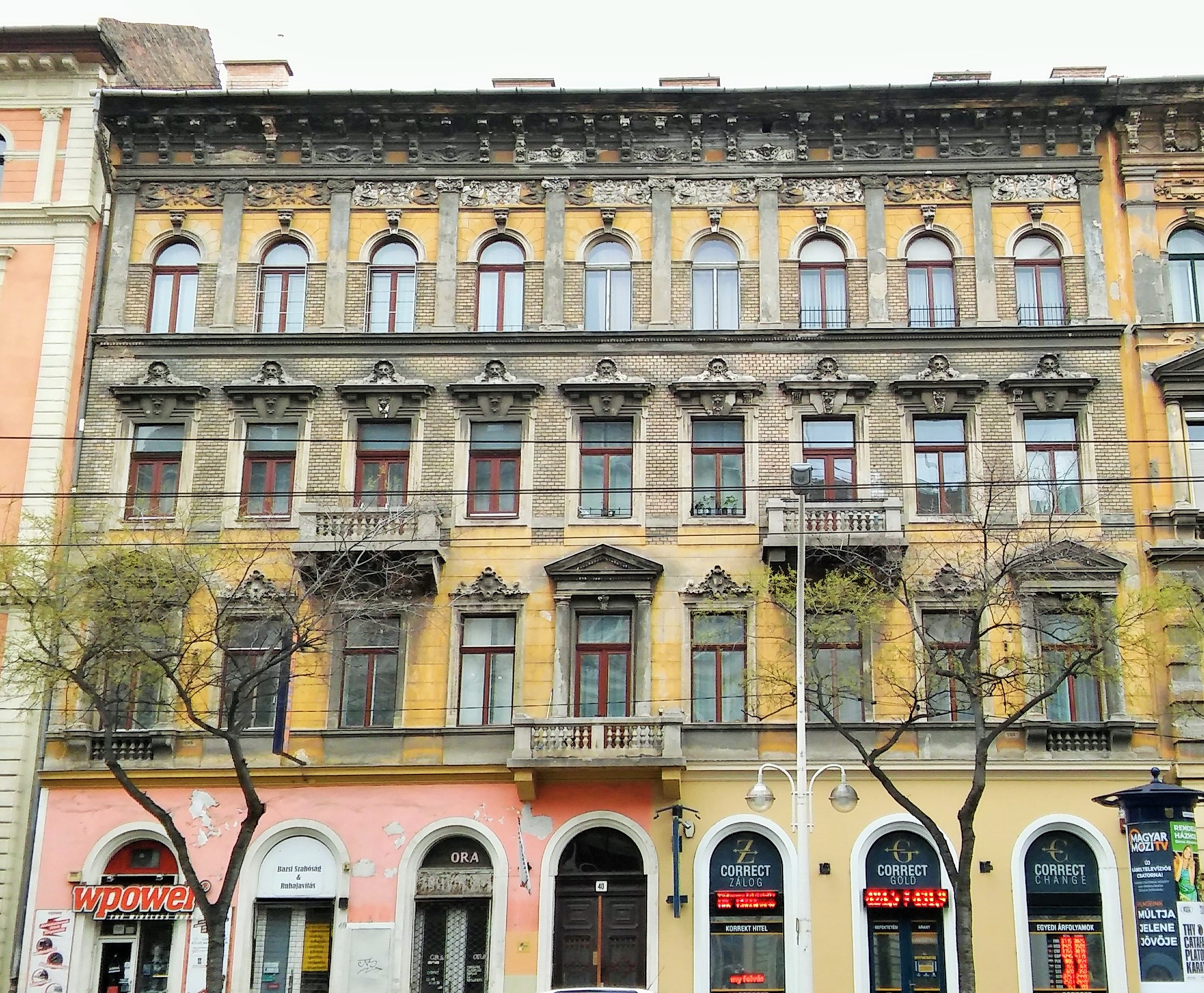
József körút 40.
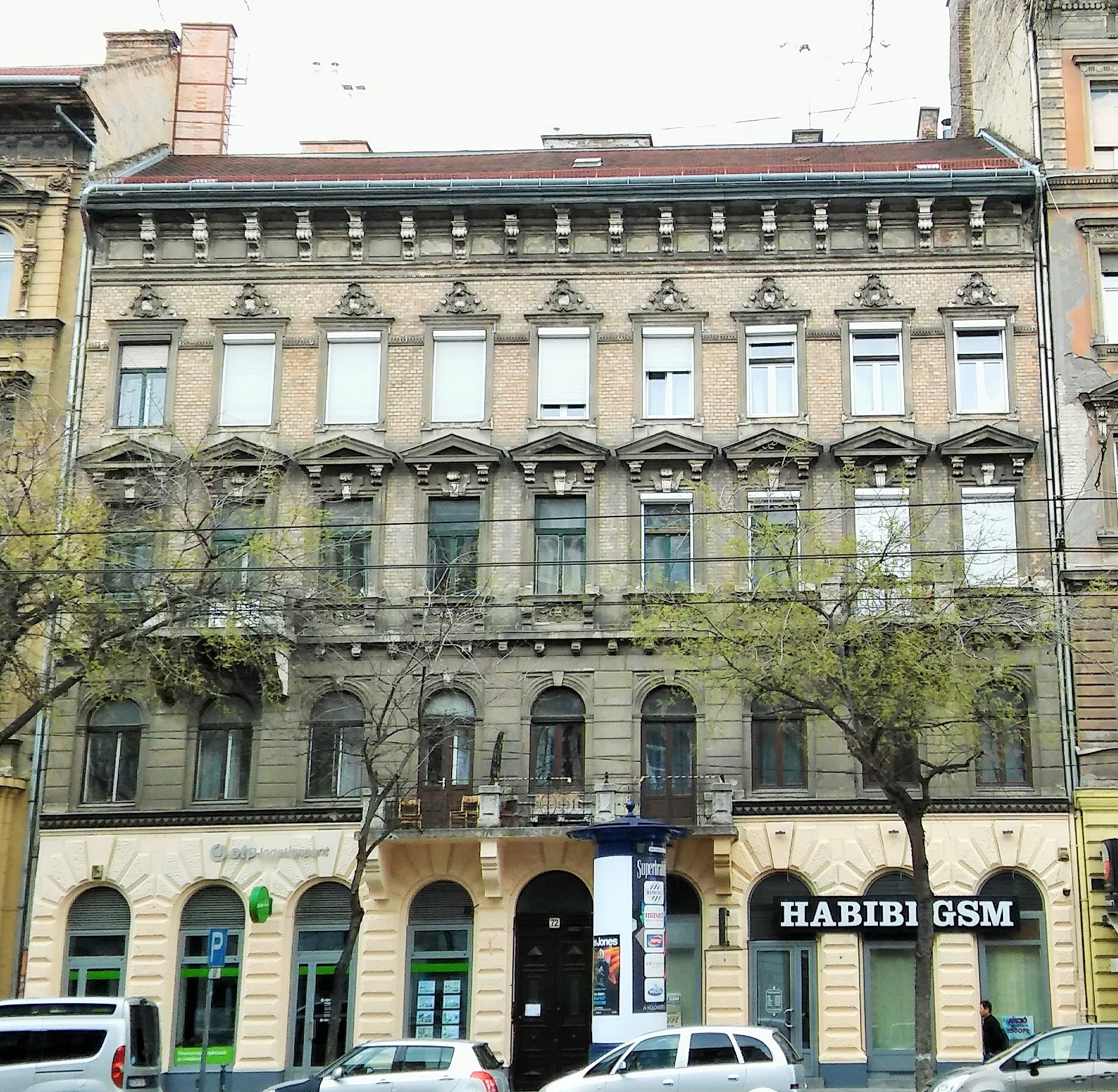
József körút 72.
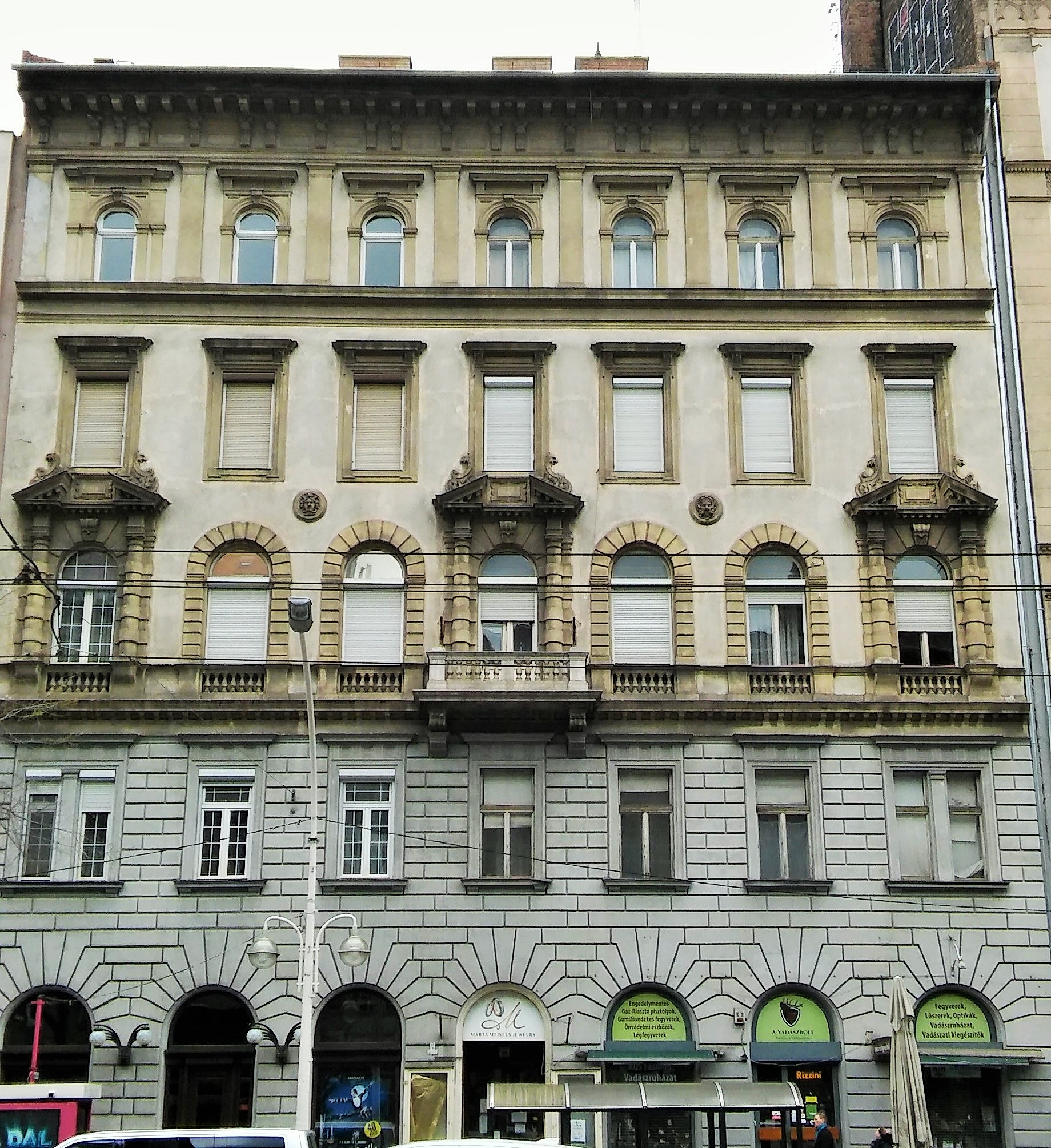
Erzsébet körút 29.
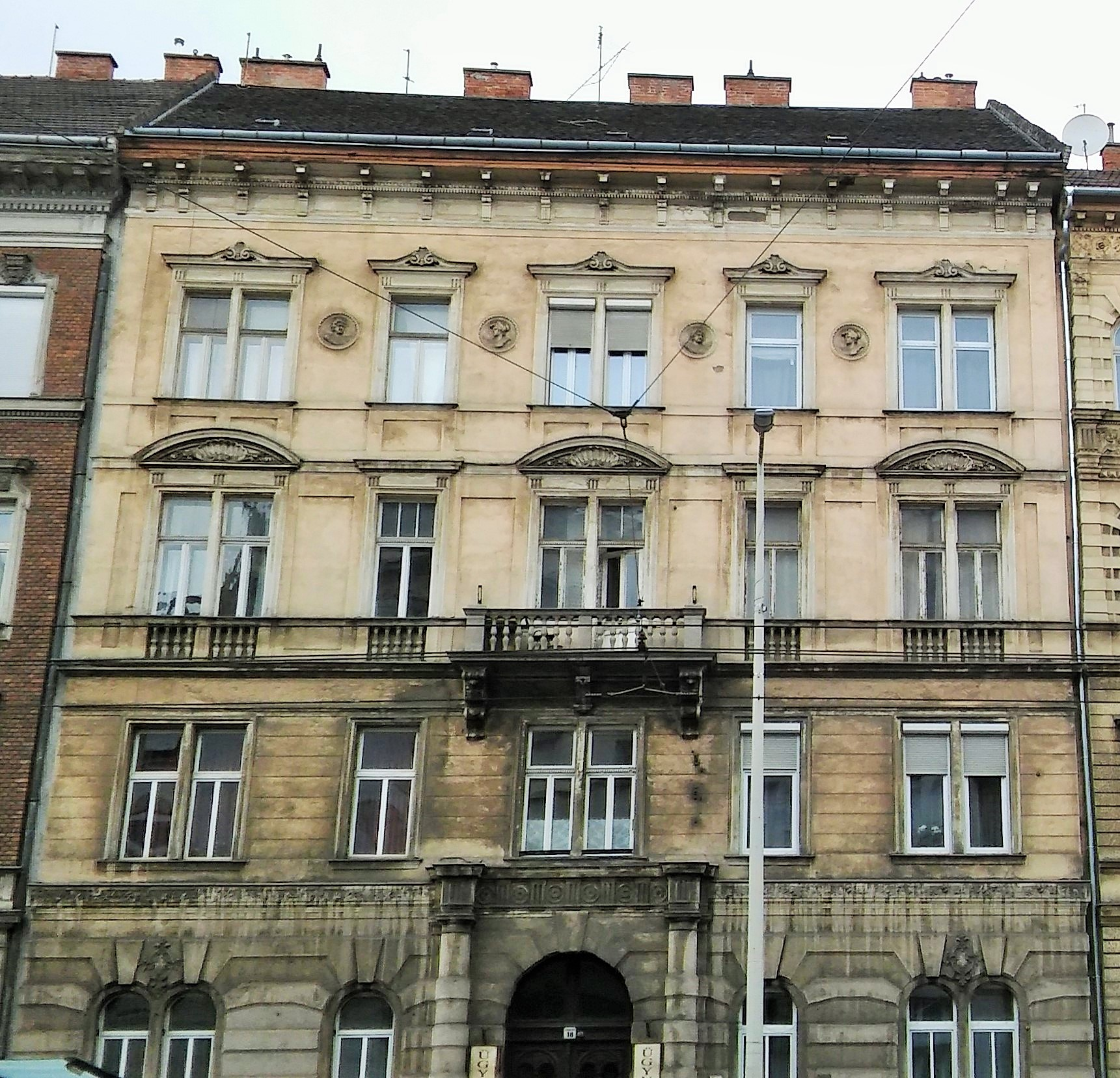
Ferenc körút 18.
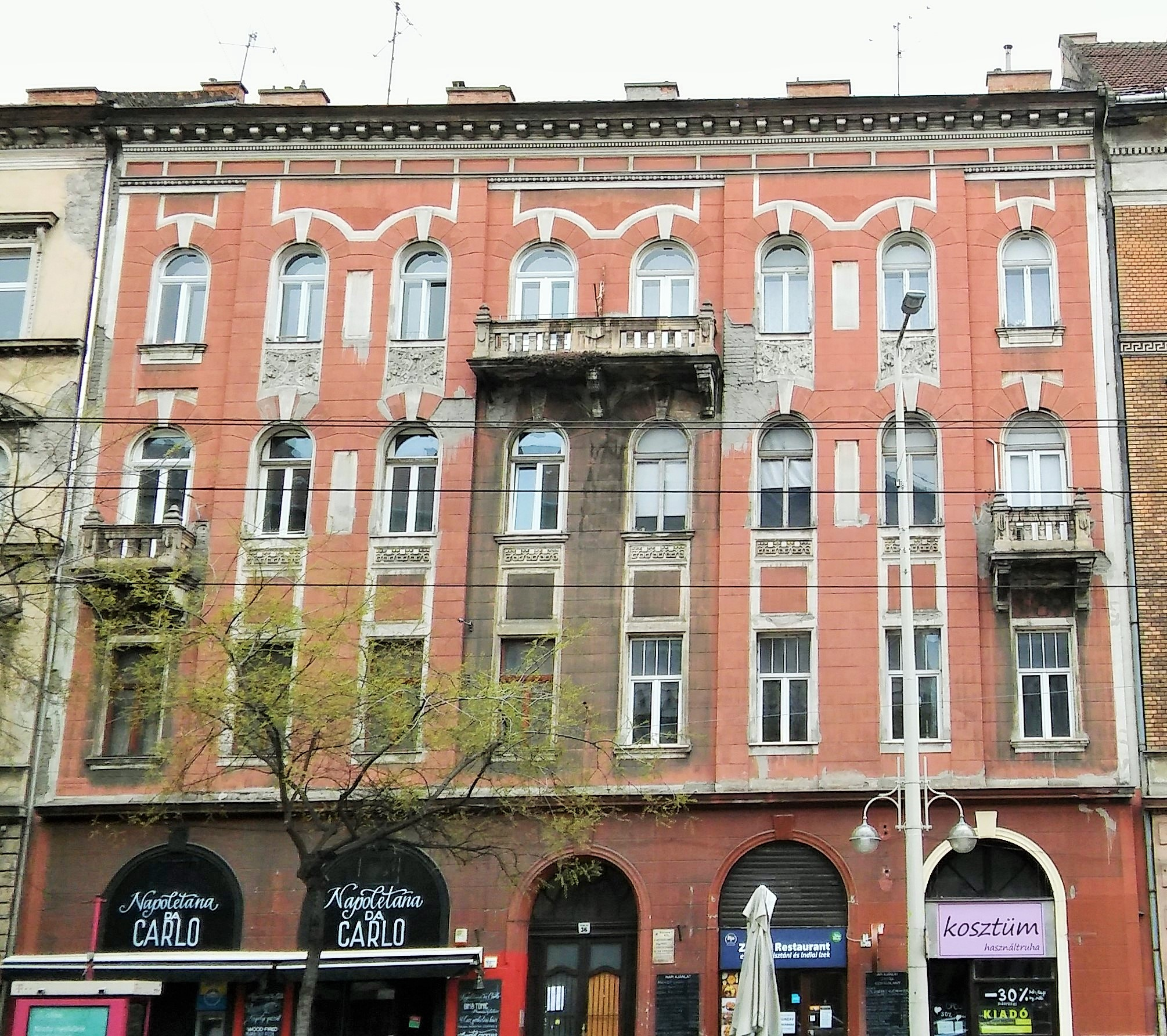
Ferenc körút 35.